# Fuente el Carnero
Fuente el Carnero es una localidad española del municipio de Corrales del Vino, en la provincia de Zamora, comunidad autónoma de Castilla y León.

## Ubicación
El pueblo se encuentra situado en un bello entorno natural rodeado de altos desde los que se pueden disfrutar de buenas vistas. Pertenece a la comarca de Tierra del Vino y su término limita al norte con Corrales del Vino, al sur con El Cubo del Vino, al este con Santa Clara de Avedillo y Cuelgamures y al oeste con Peleas de Arriba.

## Historia
La primera mención documentada de la localidad data del año 1223, año en que el rey Alfonso IX de León fechó en Fuente el Carnero dos documentos. A escasos 2 km se encuentran los restos del que fue monasterio cisterciense de Santa María de Valparaíso, fundado en 1143 sobre un asentamiento eremítico y que fue trasladado en 1232 a Peleas de Arriba por orden de Fernando III de Castilla. Dada la cercanía de este cenobio, la relación con Fuente el Carnero fue muy estrecha desde el principio, pero la primera mención en el cartulario de la abadía de Valparaíso a Fuente el Carnero es del 1314.
En el siglo XIX, la división provincial de 1833 encuadró a Fuente el Carnero en la provincia de Zamora y la Región Leonesa, la cual, como todas las regiones españolas de la época, carecía de competencias administrativas. Un año después Fuente el Carnero fue adscrita al partido judicial de Fuentesaúco.
En 1968 se produce la incorporación de Fuente el Carnero en el municipio de Corrales. Tras la constitución de 1978, Fuente el Carnero pasó a formar parte en 1983 de la comunidad autónoma de Castilla y León, en tanto localidad adscrita a un municipio de la provincia de Zamora. En 1983, tras la supresión del partido judicial de Fuentesaúco, el municipio de Corrales, al que pertenece Fuente el Carnero, fue integrado en el actual partido judicial de Zamora.

## Geografía humana

### Demografía
| Gráfica de evolución demográfica de Fuente el Carnero entre 1842 y 1960 |
| |
| Población de derecho según los censos de población del INE Población de hecho según los censos de población del INEEntre el censo de 1970 y el anterior, este municipio desaparece porque se integra en el municipio 49054 (Corrales) |

Con poco más de 50 habitantes, es la localidad menos poblada de la comarca junto con Bamba. Sin embargo, en la Edad Media fue una localidad muy poblada, aunque su declive comenzó con el cambio de los itinerarios de los caminos, que trasladó a los viandantes lejos del pueblo. Así, los que eran los corrales de Fuentelcarnero acabaron siendo la actual localidad de Corrales del Vino. Todavía hoy en un amplio radio del pueblo se siguen encontrando muchos cimientos de casas que hacen ver que el pueblo fue mucho más que las poco más de dos calles actuales.
| Población | 54 | 54 | 54 | 50 |

## Patrimonio
De su casco urbano destaca la «iglesia de la Invención de San Esteban», declarada Bien de interés cultural con categoría de monumento. Su fábrica original es de estilo románico (siglos XII y XIII), época en la que contó con tres naves y una longitud que posiblemente fuera el doble de la actual. A los pies de la nave central se alzaba la torre sobre planta cuadrada. Su capilla mayor fue reformada en el siglo XVI.
En la actualidad, conserva dos de las tres naves que tuvo de la iglesia original, la nave central y la del lado norte, a la que antecede un atrio que cubre una portada de triple arquivolta con capiteles decorados con motivos geométricos y vegetales. De su exterior destaca también la ventana con capiteles figurativos, el rosetón colocado en el hastial y la espadaña con dos cuerpos escalonados —el último rematado con frontón recto— con ventanas en arco de medio punto en los que cuelgan las campanas. Todo el edificio es de sillería de piedra bien labrada y las cubiertas de teja árabe.

## Personalidades
- Pablo Montesino